# Округ Ролет (Северна Дакота)
Ролет (енгл. Rolette County) је округ у америчкој савезној држави Северна Дакота.

## Демографија
По попису из 2010. године број становника је 13.937, што је 263 (1,9%) становника више него 2000. године.
| Група             | 2000.         | 2010.         |
| Белци             | 3.416 (25,0%) | 2.802 (20,1%) |
| Афроамериканци    | 10 (0,1%)     | 21 (0,2%)     |
| Азијати           | 10 (0,1%)     | 16 (0,1%)     |
| Хиспаноамериканци | 110 (0,8%)    | 133 (1,0%)    |
| Укупно            | 13.674        | 13.937        |